# Rentachintala
Rentachintala là một mandal thuộc huyện Guntur, bang Andhra Pradesh.